# Aeródromo Panilonco
El Aeródromo Panilonco (OACI: SCMU) es un terminal aéreo ubicado cerca del poblado de Pichilemu, Provincia Cardenal Caro, Región del Libertador General Bernardo O'Higgins, Chile. Es de propiedad privada.